# Alberto Mastra
Alberto Mastrascusa Ilario, más conocido como Alberto Mastra (Montevideo, 9 de noviembre de 1909 - ibídem, 10 de abril de 1976) fue un guitarrista, cantante y compositor uruguayo de milonga, tango, candombe y bolero.

## Biografía
Hijo de don Luis Mastrascusa, de profesión zapatero y de doña María Ilario. Sus abuelos por línea paterna eran Leonardo Mastrascusa, también zapatero y de Rosa Bruno, ambos italianos, por línea materna Alfonso Ilario de profesión albañil y Rosa Gallardo, también ambos italianos.
Era conocido como "El Zurdo", "Carusito" o "El Petiso".
Nació en el barrio montevideano de la Aguada. Su padre era un zapatero de origen italiano. Habiendo perdido a su madre a una edad temprana, su abuela tuvo un rol importante en su infancia. Su interés por la música se manifestó desde muy joven en los escenarios de los recreos del Parque Rodó, donde dio sus primeros pasos como mímico y cantante. Posteriormente recibiría sus primeras nociones de guitarra de la mano de Alberto Galloti. Siendo zurdo y al carecer de instrumento propio, tuvo que adaptarse a la guitarra encordada para diestros, desarrollando de esta forma una técnica particular que lo distinguiría por el resto de su vida.
Muchas de sus composiciones fueron registradas en distintos fonogramas por las orquestas de Aníbal Troilo, Pedro Laurenz y Carlos di Sarli y por importantes cantantes de tango como Roberto Goyeneche, Alberto Podestá, Edmundo Rivero, Raúl Berón y Lágrima Ríos.
Biografía (Fuente Horacio Ferrer)
Su nombre verdadero era Alberto Mastrascusa Ilario.
Músico. Guitarrista. Autor. Bohemio y poeta en cuya guitarra y en cuya voz encontraron prolongación fiel los cantores del Montevideo popular del pasado. Guitarrista zurdo que no cambió la disposición del encordado y logró así extraer de su instrumento sonoridades vedadas a los ejecutantes de academia; peregrino y pintor de miniaturas plasmó en su canto y en sus bordoneos una obra de compositor y de letrista que recogió con exquisita y sensitiva hondura las figuras y los paisajes del ayer. Así sus milongas Miriñaque, El Criollito Oriental, Maldonado, Con permiso, Así fui yo, Zanjones, en las que perduran algunas de las característi-cas de ritmo y de sabor propias de las milongas del bajo. Nació en Montevideo, el 9 de noviembre de 1909 en la vecindad de la esquina de Gaboto y Paysandú atrás del molino Mané que evoca él en su milonga, Así fui yo, y en su poema Harina Amarga.
Se inició en lo suyo, alternando con los payadores y los cantores Pepo, Juan y Pedro Medina, Aníbal Melgarejo, Narciso Mederos. Formó luego su trío que actuó en Montevideo y en Buenos Aires junto con su esposa Josefina Barroso. Grabó diez piezas de su repertorio en un disco de larga duración editado por el sello Sondor. Como figura de tango dentro de Una personalidad muy original que recuerda sin embargo, en algunas de sus facetas la frescura trovadoresca de un Villoldo y la hondura de pensamiento de un Discépolo, se ofreció en páginas como Un tango para Estercita, Aguántate Casimiro y Mi viejo el remendón, llevadas al disco las tres por Aníbal Troilo su más asiduo y representativo intérprete. Falleció el 10 de abril de 1976. (Fuente: Horacio Ferrer).

## Discografía
- Alberto Mastra, su voz y su guitarra (Sondor SLP-027. 1956)
- Un oriental para el mundo (Orfeo ULP 90514)
- Alberto Mastra. Joventango (Sondor 4.769-4. 1992)
- Con permiso. Una antología (Ayuí / Tacuabé a/m37cd)
- Alberto Mastra, Itinerarios (Sondor 8.377-2 2013)